# 伊塔塔省

伊塔塔省是智利的56個省份之一，位於該國中部，由紐布萊大區負責管轄，首府設於基里韋，面積2,177.11平方公里，2002年人口53,832。
該省為2018年新成立紐布萊大區後，新設的省份。